# Série (archives)
Pour les articles homonymes, voir Série.
Une série, dans le domaine des archives, est un ensemble de fonds d'archives possédant entre eux des corrélations historiques ou thématiques. C'est un terme archivistique qui comprend toutefois plusieurs acceptions.

## La «série» au sens propre
Dans un cadre de classement, une série est l'une des divisions primaires de ce cadre. Dans les fonds d'archives établis au sein même de l'institution qui les a produits, les séries primaires correspondent souvent aux pôles les plus importants de l'organigramme. Toutefois, elles peuvent résulter d'une évolution historique ou d'un regroupement factice, comme en France. Dans les dépôts d'archives publiques français, créés à partir de la Révolution française, les cadres de classement définis depuis se composent généralement de séries anciennes (sous-entendu d'archives antérieures à 1790), de séries d'époque révolutionnaire, de séries modernes, des séries d'archives dites contemporaines (dont la série W), de séries d'archives privées, de documents figurés ou de fonds complémentaires variant selon les départements.
Le titre d'une série proprement dite est normalement choisi pour recouvrir un champ de description général qui peut recouvrir un ou plusieurs sujets proches. Dans le cadre de classement des archives communales françaises par exemple, la série G est intitulée « Contributions, cadastre, impôts, administrations financières, PTT, radio, télévision, poids et mesures » dans les cas les plus précis. Le titre est formé de thèmes communs à la gestion du domaine propre d'une commune française. Depuis 1841, les séries primaires du cadre de classement des archives départementales française portent quasi toutes le même intitulé, telle la série V des Archives départementales par exemple. 
Une ou plusieurs lettres de l'alphabet latin la désignent. À l'origine, les articles y étaient inventoriés dans un ordre numérique continu ne comprenant pas de sous-série. Si la série U (archives judiciaires), composée de plusieurs fonds de diverses origines, contenait 3000 articles, ils étaient inventoriés de U 1 à U 3000, tout en respectant à l'intérieur de la série un plan de classement préétabli selon les organismes producteurs de ces archives. L'introduction des sous-séries, classées dans un ordre numérique propre a permis une précision plus fine des inventaires et une lecture plus aisée des répertoires. Par un effet d'époque, lié à l'augmentation de la masse documentaire, cette précision s'est trouvée contrebalancée par une analyse moins détaillée des liasses. L'usage de l'inventaire pièce à pièce est devenu exceptionnel de nos jours. 
Dans certains pays, la série peut être désignée par des lettres et des chiffres romains, ou par les lettres RG (notamment dans les pays anglo-saxons), pour Record Group, synonyme de série. L'ordre est alors le suivant : RG 1, RG 2, etc.

## La «série organique»
À l'intérieur d'une série primaire ou d'un simple fonds d'archives, une série organique désigne un ensemble de pièces ou de dossiers de même nature. Le plus haut niveau de série organique est la sous-série, c'est-à-dire la subdivision d'une série. C'est un niveau secondaire de classement. 
Si nous reprenons le cadre de 1841 déjà cité, et la série U déjà donnée en exemple, la sous-série 4 U des Archives départementales d'Ille-et-Vilaine désigne par exemple les archives provenant des anciennes justices de paix. L'ordre des sous-série se précise par conséquent par un nombre placé avant la lettre de série : 1 U, 2 U, 3 U, etc. Le 400e article ou registre de la série organique « Justice de Paix », suivant l'exemple cité, est désigné par la cote 4 U 400.
Dans les Record group, désignés par des nombres 1, 2, 3, 4 etc., la sous-série est parfois désignée ainsi : 1.1, 1.2, 1.3 etc., ou encore 1-A, 1-B, 1-C, etc. La sous-série 12.4 (ou encore 12-D) étant la quatrième série organique composant la série n°12.
Les archivistes parlent plus souvent de série organique propre pour désigner les ensembles cohérents ou distinct à l'intérieur d'un fonds ou d'un sous-fonds, selon son contenu. Par exemple, dans les archives d'un homme politique, les écrits (discours, manuscrits, etc.) et la correspondance forment deux séries organiques distinctes. On peut aller jusqu'à parler, dans ce sous-fonds, en présence de correspondances active (envoyée) et passive (reçues), de « sous-séries organiques ».

## La «série continue»

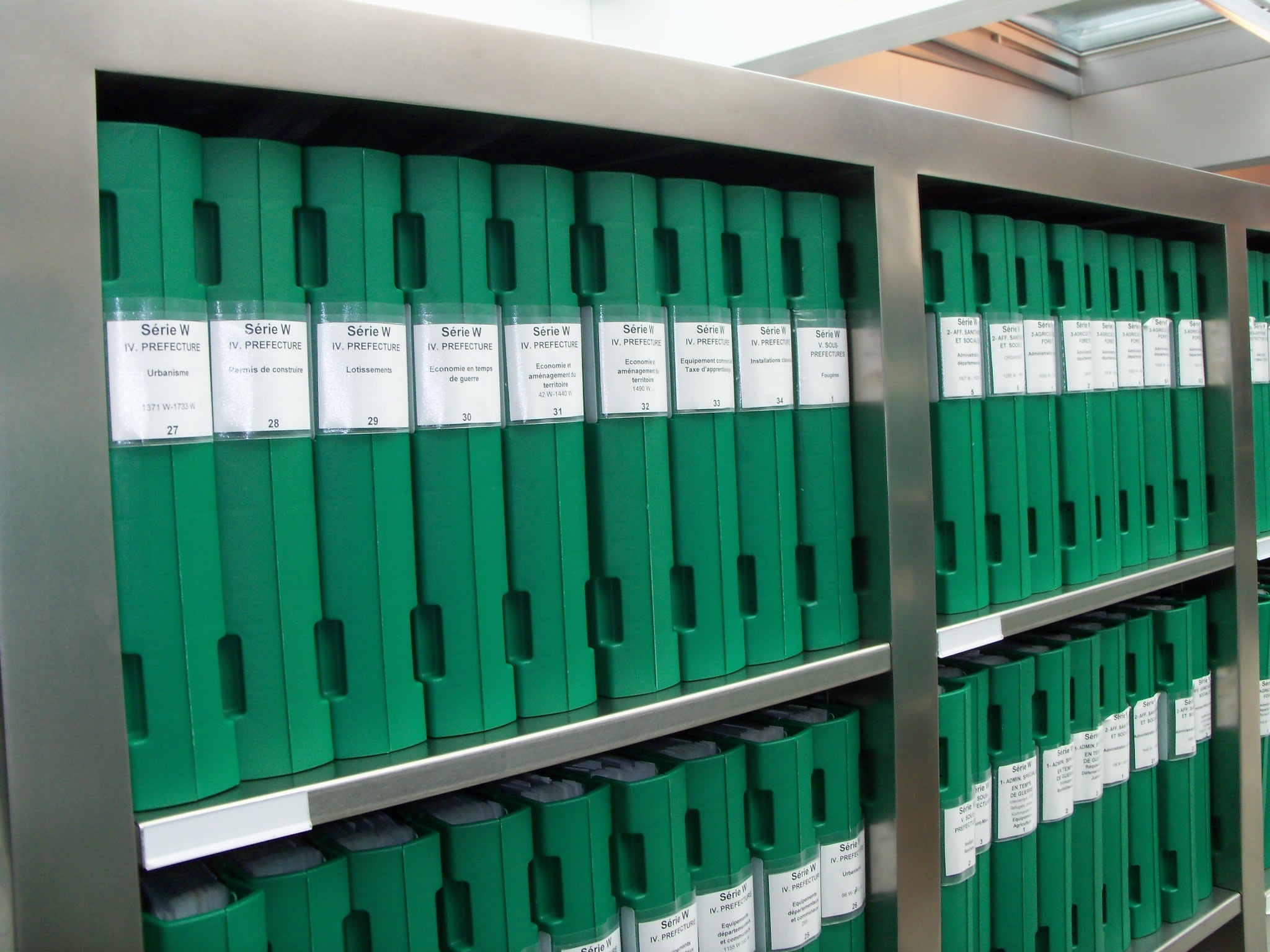
Quelques répertoires de la série W des Archives d'Ille-et-Vilaine.

Une série continue est une série proprement dite dont les sous-séries ont un numéro d'ordre quasi chronologique. Cette méthode d'archivage s'est développée au XXe siècle, pour le traitement d'archives administratives représentant une importante masse quantitative. Ce peut-être une série unique pour un type d'archives bien ciblé. En France par exemple, a été créé en 1979 la série continue désignée par la lettre W. Elle recueille les archives publiques postérieures au 10 juillet 1940. L'ensemble des administrations d'un département, des services extérieurs de l'État et quelques organismes publics (préfecture, Conseil général, tribunaux, établissements scolaires, Direction départementale des affaires sanitaires et sociales, …) doivent verser régulièrement leurs archives dans la série W. 
Pour des raisons pratiques, certaines communautés d'agglomération ou communautés urbaines françaises dont les archives sont regroupées dans une même institution, utilisent aussi ce type de classement. C'est le cas de la C.U. de Brest métropole océane créée en 1973. Son centre d'archives a été créé par l'union des archives communales des communes qui composent la communauté urbaine. Les archives produites depuis cette date et provenant des différentes communes ou instance de la communauté sont versées dans la série unique W.
Il existe d'autres séries continues en France, qui sont maintenues faute de pouvoir les verser rapidement dans la série W départementales. Elles ont été créées avant 1979, comme la série SC (série continue) des Archives de l'Aube, par Gildas Bernard dans les années 1950.
1. ↑  Voir l'exemple clair des Archives de l'église épiscopale au Texas.